# Karstsångare
Karstsångare (Phylloscopus calciatilis) är en nyligen beskriven sydostasiatisk fågelart i familjen lövsångare inom ordningen tättingar.

## Utseende
Karstsångare är mindre än svartbrynad sångare och har mer rundade vingar. Fjäderdräkten är nästan identisk och uppvisar vid jämförelse bara en något kallare gul färg på undersidan och en gråare färgton på ovansidan. Fastän den är mindre är näbben i proportion till kroppen större än hos svartbrynad ångare. Det finns inga exakta måttuppgifter. Holotypen har en vinglängd på 5,2 cm och paratypen har en stjärtlängd på 3,7 cm och en näbblängd på 1,39 cm.

## Läte
Sången består av en subtilt fallande serie med ljusa och klingande toner. Liknande svartbrynad sångare har istället en snärtigare och stigande sång. Lätet är tudelat, med dämpad första ton.

## Utbredning och systematik
Arten förekommer i norra Vietnam och Laos och möjligen även i södra Kina. Den observerades första gången 1994 men misstogs först för den likartade svartbrynade ångaren (Phylloscopus ricketti). Den behandlas som monotypisk, det vill säga att den inte delas in i några underarter. 

### Släktestillhörighet
DNA-studier visar att släktet Phylloscopus är parafyletiskt gentemot Seicercus. Dels är ett stort antal Phylloscopus-arter närmare släkt med Seicercus-arterna än med andra Phylloscopus (däribland karstsångaren), dels är inte heller arterna i Seicercus varandras närmaste släktingar. Olika taxonomiska auktoriteter har löst detta på olika sätt. Det vanligaste förhållningssättet numera är att inkludera Seicercus i Phylloscopus så att familjen lövsångare på så sätt endast innehåller ett släkte. Vissa för dock istället karstsångaren med släktingar till Seicercus.

### Familjetillhörighet
Lövsångarna behandlades tidigare som en del av den stora familjen sångare (Sylviidae). Genetiska studier har dock visat att sångarna inte är varandras närmaste släktingar. Istället är de en del av en klad som även omfattar timalior, lärkor, bulbyler, stjärtmesar och svalor. Idag delas därför Sylviidae upp i ett antal familjer, däribland Phylloscopidae. Lövsångarnas närmaste släktingar är familjerna cettior (Cettiidae), stjärtmesar (Aegithalidae) samt den nyligen urskilda afrikanska familjen hylior (Hyliidae).

## Levnadssätt
Artepitetet, calciatilis, betyder "anknuten till kalksten", vilket syftar på dess naturliga habitat, bredbladig städsegrön och nästan städsegrön skog som växer kring kalkstenskarstberg.

## Status och hot
Arten har ett stort utbredningsområde och en stor population med stabil utveckling och tros inte vara utsatt för något substantiellt hot. Utifrån dessa kriterier kategoriserar internationella naturvårdsunionen IUCN arten som livskraftig (LC).